# 埃默斯 (內華達州)
埃默斯（英語：Amos）是位於美國內華達州洪堡縣的鬼鎮。

## 歷史
埃默斯的郵局於1889年設立，1890年關閉後又於1898年重啟，最終於1926年停運。

## 地理
埃默斯所處的海拔為高於海平面1324米（即4344英呎），而該地所採用的時區為UTC-8，即太平洋时区（PST）。同時該地設有夏令時間，為UTC-8調快一小時，即UTC-7（PDT）。